# Majesty (The Black Dahlia Murder)
| Recensione | Giudizio |
| ---------- | -------- |
| AllMusic   |          |

Majesty è un album video del gruppo musicale statunitense The Black Dahlia Murder, pubblicato nel 2009. L'album è strutturato in due DVD, contenenti rispettivamente il primo un documentario che mostra riprese dal vivo, dietro le quinte e le interviste ai componenti del gruppo, il secondo 11 brani suonati dal vivo e 7 videoclip.

## Tracce
1. Elder Misanthropy
2. A Vulgar Picture
3. I Worship Only What You Bleed
4. What a Horrible Night to Have a Curse
5. Statutory Ape
6. Flies
7. Everything Went Black
8. I'm Charming
9. Funeral Thirst
10. Miasma
11. Deathmask Divine
12. Everything Went Black (videoclip)
13. What a Horrible Night to Have a Curse (videoclip)
14. A Vulgur Picture (videoclip)
15. Statutory Ape (videoclip)
16. Miasma (videoclip)
17. Funeral Thirst (videoclip)
18. Contagion (videoclip)

## Formazione
Cast artistico
- Bart Williams - basso
- John Kempainen - chitarra solista
- Shannon Lucas - batteria
- Brian Eschbach - chitarra ritmica
- Trevor Strnad - voce

Cast tecnico
- Matt Bass - regia
- David Brodsky - regia
- EJ Johangten - produzione
- Jason Joseph - regia
- Joe Lynch - regia
- Joe Petagno - copertina
- Carson Slovak 	scenografia
- Doug Spangenberg - regia
- Robbie Tassaro - regia